# Lune de miel en solo
Lune de miel en solo (Honeymoon for One) est un téléfilm américain réalisé par Kevin Connor et diffusé le 13 août 2011 sur Hallmark Channel et en France le 20 septembre 2011 sur M6.

## Synopsis
Une semaine avant son mariage, Eve Parker découvre l'infidélité de Greg, son fiancé. Malgré son chagrin, elle décide de profiter seule du voyage de noces. En Irlande, elle fait la connaissance de Sean, un séduisant jeune homme.

## Fiche technique
- Titre original : Honeymoon for One
- Réalisation : Kevin Connor
- Scénario : Rick Suvalle
- Musique : Ray Harman
- Pays : États-Unis
- Durée : 84 minutes

## Distribution
- Nicollette Sheridan (VF : Marie-Martine Bisson): Eve Parker
- Patrick Baladi (en) (VF : Pascal Germain): Greg Young
- Diarmuid Noyes (VF : Yoann Sover): Mark
- Jonathan Hawtrey Clark : Miles
- Doireann Ní Chorragáin (VF : Virginie Ledieu): Cindy
- Maria Tecce (VF : Brigitte Aubry): Jenna
- Victoria Smurfit (VF : Juliette Degenne): Hilary
- Greg Wise (VF : Jérôme Keen): Sean Hughes
- Jonathan White : William
- Katie Bannon (VF : Corinne Martin): Kathleen Hughes
- Carmel Stephens : Margie
- Sean Power (en) : Renfro
- Garrett Keogh (VF : Philippe Ariotti): Paddy
- Aoibhin Garrihy : Florist
- Juliette Gash : Bridget